# Benedito Alves
Benedito Alves  (Muribeca, 26 de maio de 1957) é um político brasileiro, filiado ao PRB.
Se elegeu deputado estadual no Rio de Janeiro em 2014 para o mandato 2015–2019.
Em abril de 2015, em polêmica votação, foi um dos parlamentares a votar a favor da nomeação de Domingos Brazão para o Tribunal de Contas do Estado do Rio de Janeiro, nomeação esta muito criticada na época. No dia 20 de fevereiro de 2017, foi um dos 41 deputados estaduais a votar a favor da privatização da CEDAE.
Nas eleições de 2018, Benedito Alves foi candidato a deputado federal pelo estado do Rio de Janeiro, no entanto não foi eleito para a 56ª legislatura (2019–2023) da Câmara dos Deputados do Brasil. No pleito, como candidato do Partido Republicano Brasileiro (PRB), Benedito obteve 51.963 votos, ficando inicialmente com a 2ª suplência do partido.

## Controvérsias

### Relatório sobre transações bancárias suspeitas
Em dezembro de 2018, veio à tona um relatório de 422 páginas do Conselho de Controle de Atividades Financeiras (Coaf) que havia sido anexado pelo Ministério Público Federal à investigação que origem à Operação Furna da Onça e que ganhou grande repercussão nacional por envolver um ex-assessor parlamentar de Flávio Bolsonaro, filho do presidente Jair Bolsonaro. O documento reúne informações a respeito de operações bancárias de 75 funcionários e ex-servidores da Assembleia Legislativa do Estado do Rio de Janeiro (Alerj) citadas em comunicados sobre transações financeiras suspeitas. As operações suspeitas, que envolvem pessoas que trabalham ou trabalharam em 20 gabinetes de deputados estaduais do Rio de Janeiro de diferentes matizes ideológicas, totalizam mais de R$ 207 milhões.
O relatório do Coaf apontou que funcionários do gabinete de Benedito Alves na Alerj movimentaram um total de R$ 0,5 milhão entre janeiro de 2016 e janeiro de 2017. O Ministério Público Federal, em nota, esclareceu que nem todas as movimentações atípicas citadas no documento seriam, necessariamente, ilícitas.